# Кемкин, Александр Олегович
Алекса́ндр Оле́гович Ке́мкин (укр. Олександр Олегович Кемкін; род. 5 августа 2002, Мелитополь, Запорожская область) — украинский футболист, вратарь львовских «Карпат», выступающий на правах аренды за клуб «Кривбасс».

## Биография
Родился в Мелитополе, Кемкин является воспитанником запорожского «Металлурга», а также донецкого «Шахтёра». В июле 2021 года подписал контракт с «Минаем» и выступал в молодёжном чемпионате Украины.
12 сентября 2022 года дебютировал в украинской Премьер-лиге, выйдя на замену во втором тайме победного выездного матча (1:2) против «Ингульца».